# لويس وينغ
لويس وينغ (بالإنجليزية: Lewis Wing)‏ هو لاعب كرة قدم بريطاني، ولد في 23 يونيو 1995 في Newton Aycliffe ‏ في المملكة المتحدة. لعب مع نادي ميدلزبره.

## روابط خارجية
- لويس وينغ على موقع قاعدة بيانات كرة القدم.إي يو (الإنجليزية)
- لويس وينغ على موقع Soccerbase.com (لاعب) (الإنجليزية)
- لويس وينغ على موقع Soccerway.com (الإنجليزية)
- لويس وينغ على موقع عالم كرة القدم.نت (الإنجليزية)